# Súng trường tấn công Type 56
Súng trường tự động Kiểu 56 (QBZ-56; Tiếng Trung: 五六式自動步槍, Phiên âm Hán – Việt: Ngũ lục thức tự động bộ thương), ở Việt Nam thường được gọi tắt là K56 (hay K-56 - Kiểu 56) hay AK Trung Quốc (AK-TQ), là loại súng trường tấn công (hay súng tiểu liên) do Trung Quốc sản xuất dựa trên AK-47 và AKM. Súng được sản xuất từ năm 1956 tại Nhà máy sản xuất vũ khí số 66 của Trung Quốc, đến năm 1973, Norinco thay thế Nhà máy sản xuất vũ khí số 66 tiếp tục sản xuất loại súng này.

## Lịch sử hoạt động
K-56 được sử dụng rộng rãi tại nhiều quốc gia và nhiều chiến trường tại Châu Á, Châu Phi, Nam Mĩ và Đông Âu. Một tài liệu không chính xác cho biết trên thế giới có đến 10-15 triệu khẩu K-56, chiếm 1/5 số súng AK đã được sản xuất trên thế giới. Đặc biệt trong Chiến tranh lạnh, Trung Quốc vừa xuất khẩu vừa viện trợ loại súng này cho nhiều nước xã hội chủ nghĩa trên thế giới.
Ở Việt Nam, súng thường bị nhầm với phiên bản CKC của Trung Quốc cũng có tên là Kiểu 56 và cũng được sử dụng nhiều tại Việt Nam, vì vậy, để tránh nhầm lẫn, nhiều người gọi K-56 là AK Trung Quốc, còn mẫu CKC "Type 56" do Trung Quốc chế tạo vẫn được gọi là CKC như các phiên bản của Liên Xô.
Trong cuộc Chiến tranh biên giới Việt-Trung 1979, Kiểu 56 đã xuất hiện ở cả hai bên chiến tuyến. Trong Chiến tranh Iran-Iraq, cả Iran và Iraq cũng đều sử dụng K-56.
Kiểu 56 cũng xuất hiện trong Chiến tranh Kosovo.
Hiện nay, cũng giống với tình trạng của AK-47 và AKM, K-56 đang được nhiều lực lượng vũ trang, thậm chí các tổ chức khủng bố, ma túy hay mafia sử dụng điển hình như Taliban hay Al-Qaeda. K-56 vẫn được Quân Giải phóng Nhân dân Trung Quốc giữ cho lực lượng dự bị và quân động viên, dù ít xuất hiện trong lực lượng chính quy của Trung Quốc. Trong quân đội chính quy, K-56 được thay bằng K-81 và K-84.
Mặc dù từ năm 2008 súng trường tiến công tiêu chuẩn là AKM và AKMS nhưng K-56 vẫn còn trong biên chế Quân đội Nhân dân Việt Nam. Bởi vì K-56 nặng hơn AK-47 và một số biến thể của AK-47, động lượng khi bắn lớn hơn dẫn tới độ chụm cao hơn AK-47, cộng thêm tiếp nhận các ưu điểm từ AKM nên Quân đội Nhân dân Việt Nam vẫn giữ K-56 lại trong biên chế.

## Đặc tính cơ bản
Về cơ bản, K-56 có cấu tạo và nguyên lý hoạt động tương tự AK-47, chỉ có vài khác biệt nhỏ như lưỡi lê ba cạnh gập dưới nòng súng thay vì sử dụng lưỡi lê kiểu lá lúa của AK-47, ngoài ra, đầu ruồi của súng còn được bảo vệ bằng một vòng tròn kín thay vì nửa vòng như AK-47. Dựa trên phiên bản gốc K-56, Trung Quốc phát triển các phiên bản cải tiến như K-56 I/II (báng xếp), K-56C (còn gọi là QBZ-56C, phiên bản cắt ngắn nòng, dùng hộp tiếp đạn 20 viên), K-84 (phiên bản dùng đạn 5,56mm tiêu chuẩn NATO).

## Sản xuất
Ngoài Trung Quốc thì hiện nay vẫn còn 4 nước sản xuất súng trường K-56 bao gồm Sudan, Campuchia, Việt Nam và Albania. Hiện nay, Việt Nam đang nâng cấp chế độ giảm giật cho K-56.

## Các quốc gia sử dụng

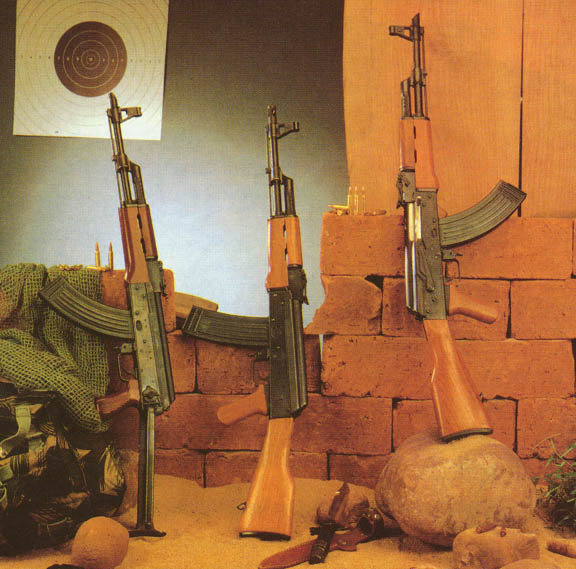
Lần lượt từ trái qua phải K-56-1, K-84, K-56

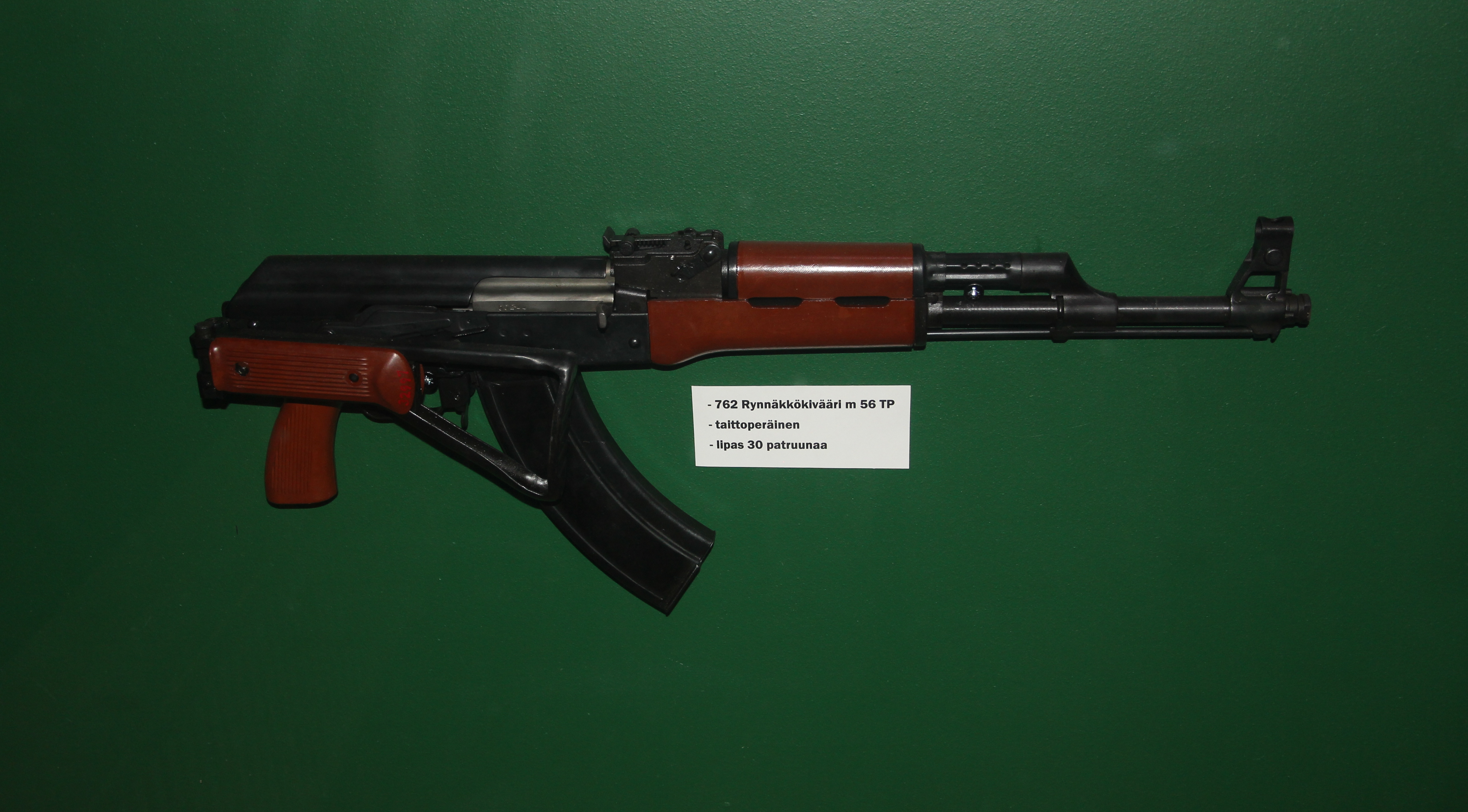
K-56-II, bản báng gấp ngang kiểu Đông Âu

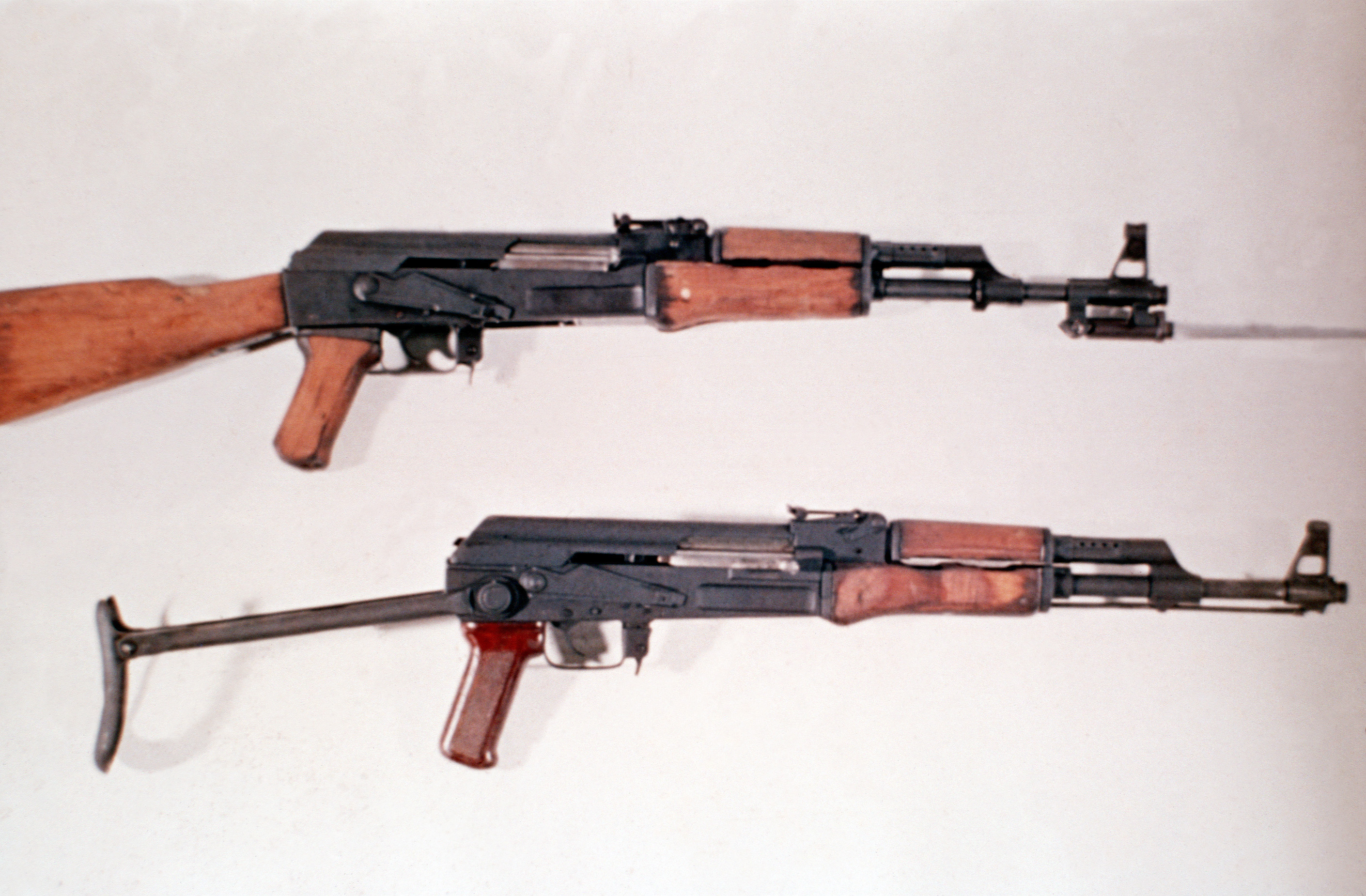
Một khẩu K-56 ở trên và 1 khẩu AKS-47 ở dưới

- Trung Quốc: Vẫn còn dùng K-56 trong quân đội, dành cho lực lượng dân quân và quân dự bị động viên.
- Việt Nam: Vẫn còn sử dụng K-56. Hiện nay đang nâng cấp giảm giật và tự sản xuất những khẩu K-56 đời mới tân tiến mới nhất tại Việt Nam trong Quân đội Nhân dân Việt Nam.
- Afghanistan
- Albania
- Bangladesh
- Bénin
- Bolivia
- Bosna và Hercegovina
- Campuchia
- Iran
- Iraq
- Lào
- Malaysia
- Malta
- Hoa Kỳ Súng trường tấn công Type 56 tịch thu từ trong tay Việt Cộng và sử dụng bởi quân đội Nam Việt Nam và quân đội Hoa Kỳ.
- Nam Sudan
- Algeria
- Pakistan
- Ấn Độ
- Sri Lanka
- Sudan
- CHDCND Triều Tiên
- Uganda
- Indonesia
- Thái Lan
- Nga
- Kosovo
- Cuba

## Thông số kỹ thuật cơ bản
- Loại: Súng trường tự động.
- Nước chế tạo:  Trung Quốc,  Việt Nam
- Trọng lượng: K-56: 3.8 kg (8.38 lb)

K-56-1: 3.70 kg (8.16 lb)
K-56-2: 3.94 kg (8.69 lb)

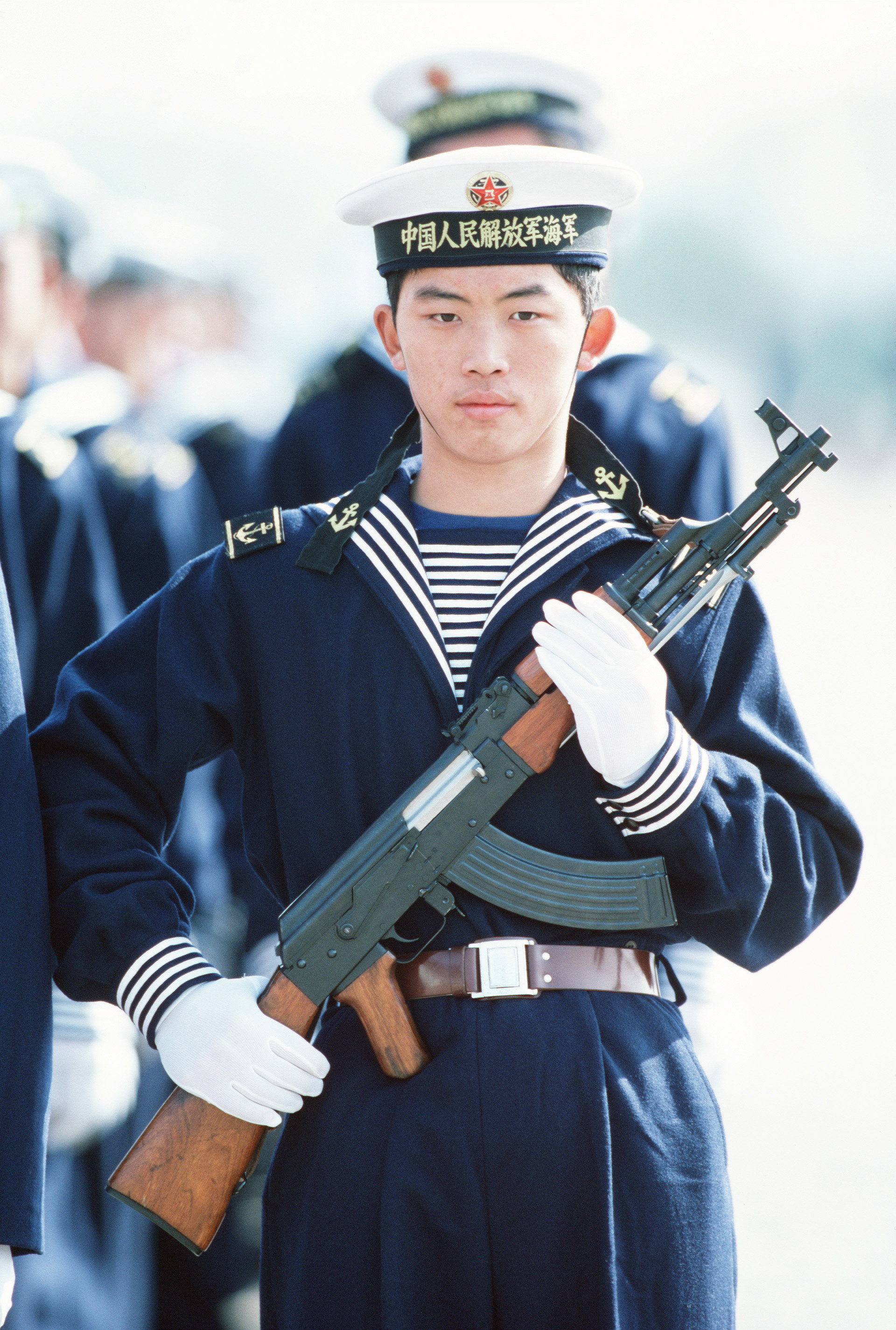
Một chiến sĩ Hải quân Quân Giải phóng nhân dân Trung Quốc đang cầm trên tay súng trường tấn công K-56

- Độ dài súng: Type 56: 874 mm (34.4 in)

K-56-1/56-2: 874 mm (34.4 in) có báng, 654 mm (25.7 in) gập báng.
- Độ dài nòng: 414 mm (16.3 in)
- Loại đạn: 7.62x39mm M43
- Cơ chế hoạt động: Trích khí ngang, Khóa nòng lùi, Thoi móc đạn xoay
- Tốc độ bắn: 600-650 viên/phút
- Tốc độ đạn: 735 m/s (2,411 ft/s)
- Tầm ảnh hưởng: 100–800m
- Số đạn/băng: 30 viên